# Oxime
Een oxime is een organische chemische verbinding met de algemene formule R1R2C=NOH, waarbij R1 en R2 ofwel een waterstofatoom zijn ofwel een organische groep bekomen door een waterstofatoom te onttrekken aan een organische verbinding.
Als een van R1 of R2 een waterstofatoom is noemt men de verbinding een aldoxime. Als R1 en R2 andere organische groepen zijn, spreekt men van een ketoxime.

dimethylketoxime

Oximen worden bekomen uit de condensatiereactie van een aldehyde of een keton met hydroxylamine. Gebruikt men een aldehyde, dan verkrijgt men een aldoxime; met een keton verkrijgt men een ketoxime. De omgekeerde reactie, de hydrolyse van een oxime tot het corresponderende aldehyde of keton en hydroxylamine, gebeurt vlot bij verwarming in de aanwezigheid van verschillende zuren.
Een oxime kan voorkomen in twee stereo-isomeren: het "syn"-isomeer en het "anti"-isomeer. Aldoximen, met uitzondering van aromatische aldoximen, komen enkel voor als een syn-isomeer; ketoximen bestaan in de syn- en anti-vorm.
De syn-vorm van het aromatische aldoxime benzaldoxime (benzaldehyde oxime) bijvoorbeeld heeft een smeltpunt bij 34 °C, terwijl dat van de anti-vorm bij 130 °C ligt.
Oximen worden onder andere gebruikt als additief in verf en vernis om het afbladderen tegen te gaan. Verder worden ze gebruikt als intermediaire producten in de synthese van andere stoffen zoals agrochemicaliën (bestrijdingsmiddelen), farmaceutische chemicaliën, synthetische vezels of plastics.
Oximen worden in aanwezigheid van een zuur zoals zwavelzuur omgezet in amiden door de zogenaamde beckmann-omlegging. Dit wordt bijvoorbeeld op industriële schaal toegepast om cyclohexanonoxime om te zetten in caprolactam, de grondstof voor de synthetische vezel nylon-6.